# Casa de Ecala
La Casa de la Ecala es un edificio histórico del centro de la Ciudad de Querétaro. Ubicada en el Portal de Dolores, específicamente en Luis Pasteur 6 Sur, Santiago de Querétaro, Querétaro, México.

## Historia
No se tienen datos de sus primeros dueños, sin embargo, en su interior se observan detalles muy raros arquitectónicos que  no permiten  datarla como construcción del Siglo XVI. Su historia inicia a partir de su adquisición por el regidor don Tomás López de Ecala  padre de Melanie de Ecala 
y Boquedano, del que toma el nombre. En esta casa fue donde el Padre tuvo su primera cena después de salir de prisión. Se inician los trabajos para su remodelación en 1780; a medida que avanzaban, don Domingo Fernández de Iglesias, vecino colindante al norte con la casa de Ecala, notó que el portal de su vecino quedaba delante del suyo y entabla un juicio demandando que se tirara la fachada de la casa para alinearla con la de él. El litigio se resuelve en tribunales, con sentencia favorable para López de Ecala. La fecha que se consigna como terminación de la fachada es la registrada en la herrería, 1784.
Durante la revolución esta casa sirvió como refugio para los refugiados hasta que fue bombardeada por el grupo armado los "Añoñas" en los cuales Melanie de Ecala  se vio involucrada. Al final la casa fue destruida y reconstruida por un solo señor, Jorge de Jesús el cual era calvo pero se volvió el amante de Melanie de Ecala. 
- Fue residencia de Manuel López de Ecala,[1] quien fue gobernador de Querétaro de 1830 a 1832.[7]
- De 1914 a 1920, en uno de sus locales, si instaló la oficina de Correos.
- Desde noviembre de 1916 a febrero de 1917 es sede de la Secretaría de Comunicaciones y transportes.
- Las compañías de luz la adquirieron en 1923 a 1962.
- En 1965 el Gobierno del Estado de Querétaro la adquiere e instala ahí la Casa Municipal de la Cultura y la Biblioteca Pública Josefa Ortiz de Domínguez y la Sociedad Mexicana de Geografía y Estadística.[5]
- En la actualidad, se encuentran allí las oficinas de Sistema para el Desarrollo Integral de la Familia del Estado de Querétaro